# Sevilla Club de Béisbol y Sófbol
El Sevilla Club de Béisbol y Softbol es un club deportivo dedicado al béisbol y al sófbol ubicado en Sevilla, Andalucía (España).

## Historia
Tras varias temporadas en las divisiones inferiores de la Liga Española de Béisbol, el Sevilla Club de Béisbol y Softbol, consiguió en la temporada 2010 el ascenso a la División de Honor, disputando en esa categoría la temporada 2011. Se convirtió así en el primer equipo andaluz en militar en la máxima división del béisbol español.
En la temporada 2009 ya consiguió proclamarse campeón de la Primera División A, pero no pudieron competir en la División de Honor en la temporada 2010 debido a que el campo municipal de Béisbol del parque Amate no cumplía los requisitos necesarios, como iluminación o que el terreno era de tierra, en lugar de césped. Durante la temporada 2010 cedió únicamente una derrota en las doce jornadas disputadas en el Grupo A de la Primera División A, con 120 carreras a favor y tan solo 44 en contra. En la Fase Final obtuvo un bagaje de 11 victorias y una derrota, con 158 carreras a favor y 47 en contra.
En la temporada 2011 de la División de Honor ocupó la última plaza y descendió de nuevo a Primera División A, pero en la temporada 2012 no se inscribe en la competición.

## Instalaciones
En el último trimestre de 2010 comenzaron las obras para aclimatar el campo municipal de Béisbol del parque Amate a las exigencias para poder jugar en División de Honor. Las nuevas instalaciones contarán con terreno de césped, torretas de iluminación adecuadas y gradas.
Mientras se realizan las obras, el equipo jugará en las instalaciones del campo municipal de Béisbol de Benamejí, provincia de Córdoba

## Palmarés
El Club Sevilla de Béisbol y Softball ha logrado el subcampeonato de la Primera División A en dos ocasiones, en las temporadas 2007 y 2008, y ha ganado esa división otras dos ocasiones, en las temporadas 2009 y 2010.
Además, tiene el título honorífico de ser el primer equipo andaluz en jugar en la División de Honor del béisbol español.

## Categorías
En la actualidad cuenta con dos escuelas de formación, dependientes del Instituto Municipal de Deportes. Además, cuentan con un programa de captación en las escuelas, subvencionado por la Junta de Andalucía, para dar a conocer el béisbol entre los más pequeños.

## Plantilla(en construcción)
- Plantilla oficial temporada 2010 (enlace roto disponible en Internet Archive; véase el historial, la primera versión y la última).